# Arthur Purves Phayre
Arthur Purves Phayre ( Shrewsbury, Shropshire in Engeland, 7 mei 1812 – Ierland, 14 december 1885) was een Engelse militair (eindrang: Luitenant-generaal), historicus en natuuronderzoeker. Hij werd vooral bekend om zijn standaardwerk over de geschiedenis van Birma en beschrijvingen van dieren uit het orientaals gebied.

## Biografie
Phayre werd geboren in Shrewsbury en trad in 1828 toe tot het Brits-Indisch leger. Hij maakte carrière in Birma tijdens de Engels-Birmese oorlogen. Tussen 1849 en 1862 was hij Brits commissaris in het koninkrijk Arakan. In 1862 werd hij bevorderd tot luitenant-kolonel, in 1864 tot kolonel en in 1867 werd hij in de adelstand verheven. In dat laatste jaar verliet hij Birma en werd in 1874 gouverneur van Mauritius. Daarna ging hij met pensioen en trok zich terug in Bray in Ierland.
Hij was lid van diverse wetenschappelijke organisaties en hij hield zich naast zijn werk als militair en politicus bezig met de geschiedenis van Birma. Verder was hij een numismaat (deskundige op het gebied van penningen en munten) en een verzamelaar van zoölogische specimens.

## Zijn werk/nalatenschap
Hij werd vooral bekend om zijn uitgebreide studie over de geschiedenis van Birma. Een aantal dieren zoals de Phayrelangoer (Trachypithecus phayrei), Hylopetes phayrei, Callosciurus phayrei, Indochinese papegaaiduif  (Treron phayrei), Phayres pitta (Hydrornis phayrei), bruinkapkruiplijster (Pomatorhinus phayrei) en een ondersoort van de bruine landschildpad (Manouria emys phayrei) zijn naar hem vernoemd.
- Bibliothèque nationale de France: cb15365077d (data)
- Gemeinsame Normdatei: 1055348301
- International Standard Name Identifier: 0000 0003 5939 7543
- Library of Congress Control Number: nb2001077289
- Bibliotheek van het Japanse parlement: 00525130
- Nederlandse Thesaurus van Auteursnamen: 070932034
- SNAC: w6z13qn6
- Système universitaire de documentation: 059747005
- Virtual International Authority File: 217139276
- WorldCat: E39PBJyrQW48MK7kD4HXP6x7HC